# Белавино (Вологодский район)
Белавино — деревня в Вологодском районе Вологодской области.
Входит в состав Кубенского сельского поселения, с точки зрения административно-территориального деления — в Кубенский сельсовет.
Расстояние по автодороге до районного центра Вологды — 39,5 км, до центра муниципального образования Кубенского — 9,5 км. Ближайшие населённые пункты — Чемоданово, Яковлевское, Пасынково, Колбино, Колбино, Ивановское, Шаталово, Баралово.
| 2010 |
| ---- |
| 6    |

По данным переписи в 2002 году постоянного населения не было.